# Custódio Rosa
José Custódio Rosa Filho, ou Custódio Rosa, tem origens familiares em Laguna, Santa Catarina, mas é nascido em São Paulo, Brasil, em outubro de 1967, morador de Interlagos desde então. Cartunista, ilustrador, chargista e escritor. Começou em 1990, desenvolvendo deste então trabalhos em charges políticas, cartuns, tiras de quadrinhos, roteiros, desenhos animados e livros infantis. Publicou charges em mais de 50 jornais do Brasil pela Agência Estado, fez animações para canais de TV, peças de teatro e participou de diversos álbuns de quadrinhos. Foi premiado nos salões de humor de Volta Redonda, Amazonas, Brasília e recebeu o Prêmio de Excelência no National Press Club do Canadá (2005). Venceu o Prêmio de Tiras do Jornal do Estado de São Paulo em 2008. 

## Livros publicados
-Manual do Sexo Virtual (ISBN 978-85-8675-90-6 Editora Nova Alexandria, 2000);
-  []Anita Garibaldi, o nascimento de uma heroína (ISBN 978-85-910545-0-3, 2010), a primeira biografia em quadrinhos da heroína Anita Garibaldi;
- []Alma, a história da arena esportiva mais antiga do país (ISBN 978-85-910545-1-0, 2012), com Luiz Carlos Fernandes, a história da S. E. Palmeiras contada através do espaço onde está construído o estádio do Palmeiras, antigo Palestra Itália, atual Allianz Parque.
- []Selena (ISBN 978-85-910545-2-7, 2015) com Jinnie Anne Pak;
- Sete gatas e uma vida (ISBN 978-85-910545-4-1, 2017) com Jinnnie Anne Pak; 
- Anita Garibaldi, la nascita di una eroina ( ISBN 978-888-91229-9-0, Verba Volant Edizioni, 2016) (versão italiana)
- A fada da fala (ISBN 978-85-914340-0-8, 2018) com Dina Azrak; 
- Bello, storia di un capello (ISBN 978-889-99311-8-6, Verba Volant Edizioni, 2018), livro infantil publicado na Itália;
- Marisa, a brisa (ISBN 978-85-910545-5-8, 2019), primeiro livro infantil publicado em português.
Fez parte da seleção brasileira de escritores (futebol), conhecida como Pindorama, entre agosto de 2013 e junho de 2014, sendo capitão do time por 5 meses, incluindo alguns amistosos e um jogo contra o Autonama, seleção alemã de escritores, em São Paulo em junho de 2014.